# کیرن تریپیر
کیرن جان تریپیِر (انگلیسی: Kieran John Trippier؛ زادهٔ ۱۹ سپتامبر ۱۹۹۰) بازیکن فوتبال اهل انگلستان است که برای باشگاه فوتبال نیوکاسل یونایتد بازی می‌کند.
از باشگاه‌هایی که در آن بازی کرده‌است، می‌توان به منچستر سیتی، بارنزلی، برنلی، تاتنهام هاتسپر، اتلتیکو مادرید و نیوکاسل یونایتد اشاره کرد.
وی همچنین در تیم‌های ملی فوتبال زیر ۱۸ سال انگلستان، زیر ۱۹ سال انگلستان، زیر ۲۰ سال انگلستان و زیر ۲۱ سال انگلستان بازی کرده‌است. همچنین در جام جهانی ۲۰۱۸ به عنوان بهترین مدافع راست انتخاب شد و در بازی نیمه نهایی بین انگلستان و کرواسی در دقیقه ۵ روی یک ضربه ایستگاهی گل اول بازی را برای انگلستان به ثبت رساند. در آن جام او با ایجاد ۲۴ موقعیت در تمام بازی‌های انجام شده خلاق‌ترین بازیکن مسابقات لقب گرفت. در ۱ ژوئن ۲۰۲۱ تریپیر در لیست ۲۶ نفره برای مسابقات یورو ۲۰۲۰ قرار گرفت. او در این تورنومنت هم خوش درخشید و در فینال مقابل ایتالیا در ومبلی بازی کرد. تریپیر در بازی فینال در دقیقه دوم موفق به ارسال پاس گل برای لوک شاو شد. البته آنها در نهایت در ضربات پنالتی مغلوب ایتالیا شدند و به رتبه دومی رسیدند.